# Condado de Taxdirt
El condado de Taxdirt fue un título nobiliario español creado por el rey Alfonso XIII de España en favor de José Cavalcanti de Albuquerque y Padierna de Villapadierna, I marqués de Cavalcanti, militar español, en fecha desconocida.

## Denominación
Su nombre hace referencia a la carga de Taxdirt contra 1500 rifeños el 20 de septiembre de 1909.

## Condes de Taxdirt
|                           | Titular                                                     | Periodo                   |
| Creación por Alfonso XIII | Creación por Alfonso XIII                                   | Creación por Alfonso XIII |
| ------------------------- | ----------------------------------------------------------- | ------------------------- |
| I                         | José Cavalcanti de Alburquerque y Padierna de Villapadierna | 19??-1937                 |
| Título caducado           |                                                             |                           |

## Historia de los condes de Taxdirt

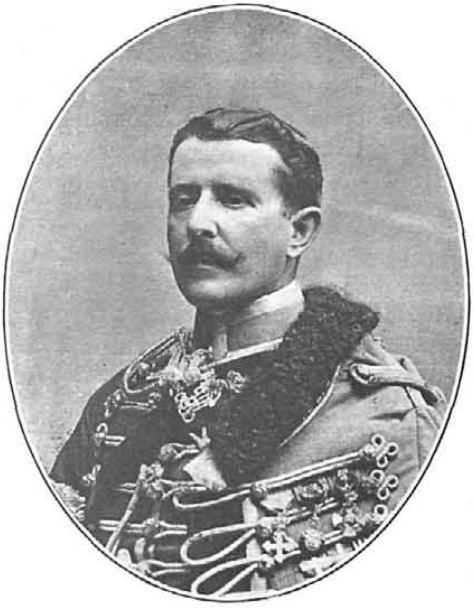
Fotografía de Kaulak a José Cavalcanti

- José Cavalcanti de Alburquerque y Padierna de Villapadierna (1871-1937), I conde de Taxdirt, I marqués de Cavalcanti, caballero de la Gran Cruz del Mérito Militar, de María Cristina y San Hermenegildo.[1]

Casó en el pazo de Meirás el 24 de octubre de 1910 con María de las Nieves (Blanca) de Quiroga y Pardo Bazán (1878-1970), III condesa de Torre de Cela. Sin descendientes.